# Minimus Fahrzeugwerk
Die Minimus Fahrzeugwerk GmbH war ein deutscher Hersteller von Kleinwagen, der 1922/23 in München-Pasing ansässig war.

## Beschreibung
Das einzige Modell, den Minimus Eropa, gab es als Zwei- oder Dreisitzer. Zunächst kam ein V2-Motor mit 750 cm³ Hubraum zum Einsatz. Das Gewicht betrug 295 kg. Somit galt das Fahrzeug als Cyclecar. Dem Antrieb diente später ein 4/12-PS-Motor von Steudel.
Mindestens ein Fahrzeug nahm 1923 am Kleinautorennen auf der Berliner AVUS teil.